# MEKO
MEKO è una famiglia di navi da guerra sviluppata dalla ditta tedesca Blohm und Voss, sulla base di una nuova tecnologia che questi cantieri di Amburgo hanno sviluppato, quella di una nave che possa soddisfare tutti i requisiti che i clienti possano porre per equipaggiare e ammodernare le navi ordinate..
MEKO è un marchio registrato. Questo acronimo sta per Mehrzweck-Kombination (Multi-purposE KOmbination"), un concetto della moderna cantieristica navale basato sulla modularità degli equipaggiamenti, armamento e sistemi elettronici, con lo scopo principale di ridurre i costi di servizio e manutenzione.
Le MEKO includono classi di fregate, corvette e pattugliatori oceanici. La storia di questo tipo di navi ebbe inizio nei tardi anni settanta con il progetto e la costruzione della classe MEKO 360.
Le navi del tipo, MEKO sono costituite da un grande scafo con componenti interni modulari e sostituibili. L'architettura modulare facilita l'ammodernamento di tutti i sottosistemi (armamento, elettronica e altro) e aumenta la longevità del mezzo. La capacità di resistere e contenere i danni è anche una parte del concetto MEKO, avendo i moduli funzionali una certa indipendenza nell'aerazione, nell'alimentazione elettrica e altro ancora.
Per fare questo si è sviluppato un tipo originale di costruzione, una nave che fosse non ‘ammodernabile’, ma ‘modulare’, predisposta fin dall'inizio per ospitare vari generi di ammodernamento. La soluzione di questi requisiti è quella di una nave polivalente.  Si tratta di uno scafo ‘contenitore’ da riempire a seconda della necessità, con moduli particolari contenenti quello che serve per adempiere alle missioni intese. I moduli sono costituiti da strutture varie, armamento, elettronica. Possono essere moduli totalmente chiusi, oppure aperti ai lati, o anche pallets. In ogni caso essi sono posati sulla chiglia dello scafo, e fissati con resina ad indurimento rapido. Al loro interno vi sono anche generatori elettrici e condizionatori d'aria, che servono per dare autosufficienza rispetto alla nave. 

## Vantaggi e svantaggi del progetto
I vantaggi del sistema modulare MEKO comprendono:
- Riduzione dei costi di produzione, grazie alla razionalizzazione del processo costruttivo ripartito tra cantiere e subfornitori

- Riduzione dei tempi di costruzione, per via del metodo di costruzione, non più in serie ma parallelo

- Riduzione dei tempi e costi di navigazione, ammodernamento, indisponibilità per manutenzione: la nave può essere portata in un cantiere e riparata o ammodernata in poche settimane.

Vi sono anche svantaggi, come il volume superiore di circa l'1% del dislocamento il 2% del volume a parità di una nave convenzionale parimenti equipaggiata. La nave ha inoltre aperture maggiori sul ponte più grandi di quanto necessario altrimenti, e questo significa una minore robustezza strutturale, che deve essere rimediata da un rinforzo aggiuntivo del fasciame. D'altro canto, l'indipendenza delle varie componenti interne, come per la vitale funzione dell'elettrogenerazione, autonoma in molti di questi moduli.
Che questa soluzione fosse cost-effective lo ha dimostrato per la prima volta l'Aradu, una fregata MEKO 360 (a livello di cacciatorpediniere-fregata pesante) venduta nel 1977 alla Nigeria. In seguito, le classi di unità MEKO si sono suddivise in varie tipologie: la MEKO 140 come corvette, MEKO 200 come fregata, MEKO 360 come fregata-cacciatorpediniere, le MEKO 100 a livello di corvetta-pattugliatore. La tipologia MEKO è la base della nuova classe F-123 Brandeburg tedesca, che rappresenta, assieme alla derivata F-124 antiaerea, e alle modernissime F-125 la glorificazione del concetto ai massimi livelli. Le MEKO 100 sono alla base del progetto della classe ci corvette K-130 della Deutsche Marine. 

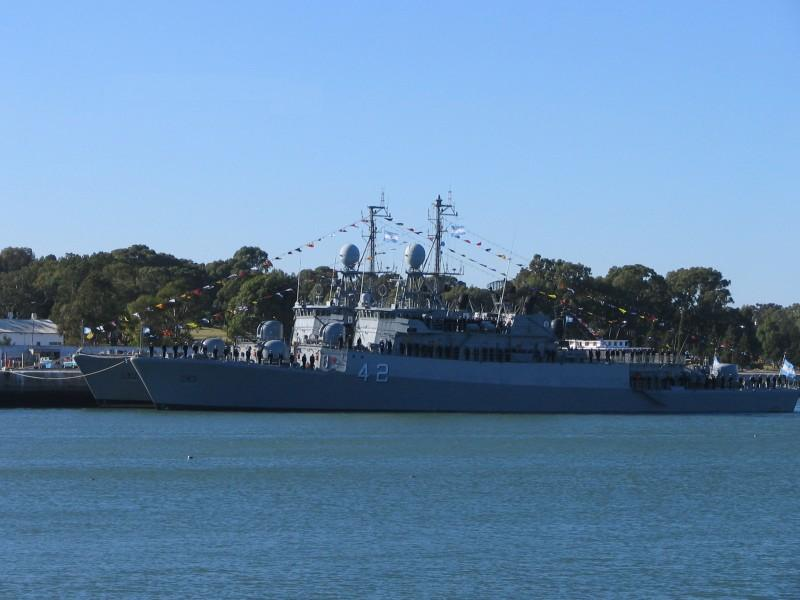
La Corvetta argentina Classe Espora.

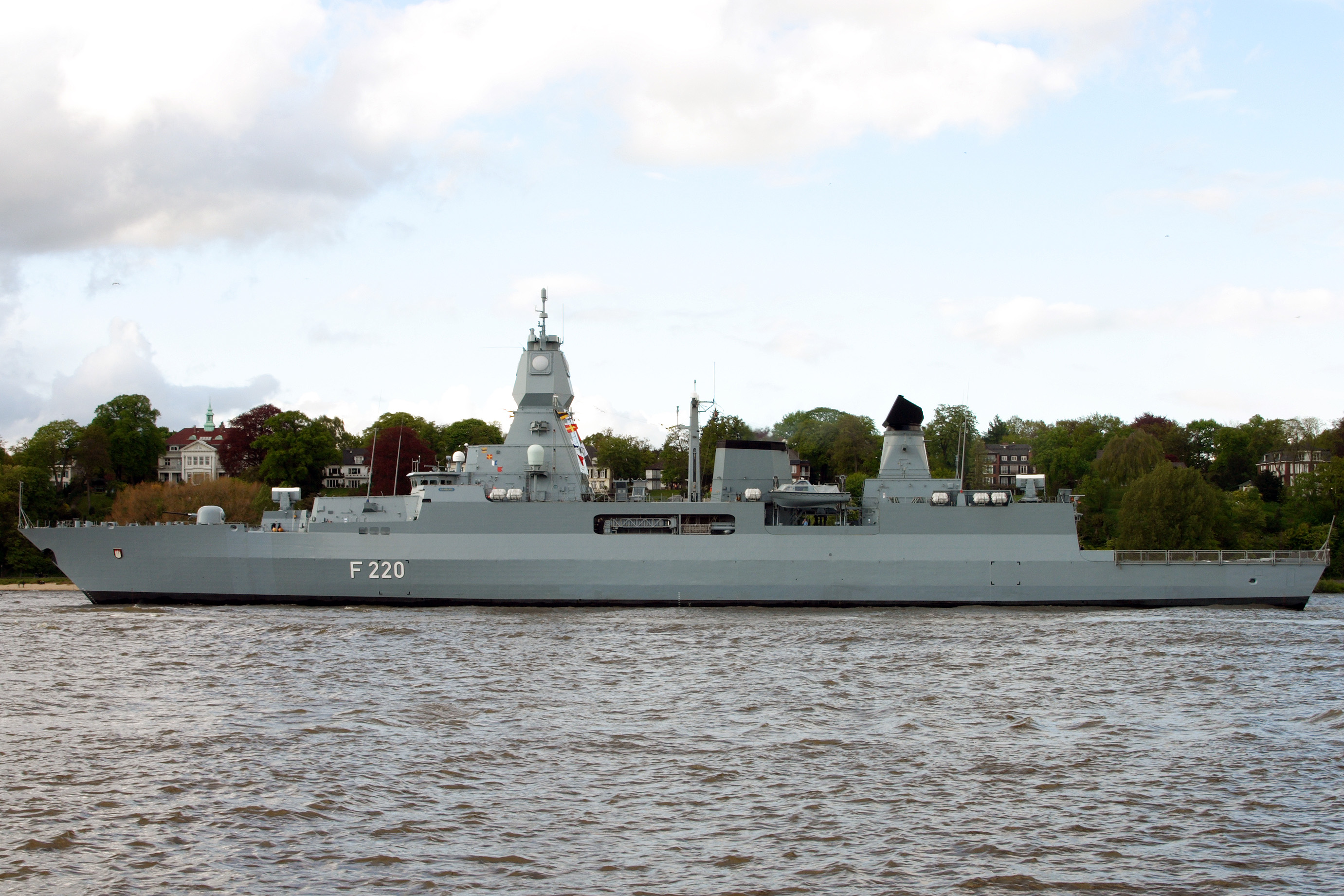
La fregata tedesca Hamburg.

## Classi navali tipo MEKO
| Tipo             | Classe          | Nazione                 | N° Unità | Consegna  | lunghezza (m) | Larghezza (m) | Immersione (m) | Propulsione | Cannone         | CIWS     | Missile ASuW | missile AAW    | Immagine |
| ---------------- | --------------- | ----------------------- | -------- | --------- | ------------- | ------------- | -------------- | ----------- | --------------- | -------- | ------------ | -------------- | -------- |
| MEKO 360 H1      | Aradu           | Nigeria                 | 1        | 1981      | 125.80        | 15.00         | 4.30           | CODOG       | 127/54 Compatto | Dardo    | OTOMAT       | Aspide         |          |
| MEKO 360 H2      | Almirante Brown | Argentina               | 4        | 1983-1984 | 125.80        | 15.00         | 4.30           | COGOG       | 127/54 Compatto | Dardo    | Exocet MM 40 | Aspide         |          |
| MEKO 140 A16     | Espora          | Argentina               | 6        | 1985-2004 | 91.20         | 11.00         | 3.33           | Diesel      | 76/62 Compatto  | Dardo    | Exocet MM 40 |                |          |
| MEKO 200 TN      | Yavuz           | Turchia                 | 4        | 1987-1989 | 110.50        | 14.20         | 4.14           | CODAD       | Mk 45           | Seaguard | Harpoon      | Sea Sparrow    |          |
| MEKO 200 PN      | Vasco da Gama   | Portogallo              | 3        | 1990-1991 | 115.90        | 14.80         | 4.10           | CODOG       | Compact 100 mm  | Phalanx  | Harpoon      | Sea Sparrow    |          |
| MEKO 200 HN      | Hydra           | Grecia                  | 4        | 1992-1998 | 117.00        | 14.80         | 4.10           | CODOG       | Mk 45 Mod 2     | Phalanx  | Harpoon      | Sea Sparrow    |          |
| Fregate F 123    | Brandenburg     | Germania                | 4        | 1994-1996 | 138.85        | 16.70         | 4.35           | CODOG       | 76/62 Compatto  | RAM      | Exocet MM 38 | ESSM           |          |
| MEKO 200 TN II-A | Barbaros        | Turchia                 | 2        | 1995-1996 | 116.70        | 14.80         | 4.10           | CODOG       | Mk 45 Mod 2     | Seaguard | Harpoon      | Sparrow/RIM-66 |          |
| MEKO 200 ANZAC   | ANZAC           | Australia Nuova Zelanda | 8 2      | 1996-2004 | 115.90        | 14.80         | 4.10           | CODOG       | Mk 45 Mod 2     | Phalanx  | Harpoon      | Sparrow/ESSM   |          |
| MEKO 200 TN II-B | Salihreis       | Turchia                 | 2        | 1998-2000 | 118.00        | 14.80         | 4.30           | CODOG       | Mk 45 Mod 2     | Seaguard | Harpoon      | ESSM           |          |
| Fregate F 124    | Sachsen         | Germania                | 3        | 2002-     | 143.00        | 17.44         | 4.86           | CODAG       | 76/62 Compatto  | RAM      | Harpoon      | ESSM/RIM-66    |          |
| MEKO A-200 SAN   | Valour          | Sudafrica               | 4        | 2003-     | 121.00        | 16.34         | 4.40           | CODAG WARP  | 76/62 Compatto  |          | Exocet MM 40 | Umkhonto       |          |
| MEKO 100 RMN     | Kedah           | Malaysia                | 6        | 2004-     | 91.10         | 12.85         | 3.40           | CODAD       | 76/62 Compatto  |          | Exocet MM 40 | RAM            |          |
| MEKO A-100 PN    | Gawron          | Polonia                 | 2 (+3)   | ?         | 95.20         | 13.30         | 3.60           | CODAG       | 76/62 Compatto  |          | RBS-15 Mk 3  | ESSM o MICA    |          |
| Corvette 130 GN  | Braunschweig    | Germania                | 5        |           | 88.75         | 12.80         | 3.40           | CODAD       | 76/62 Compatto  | MLG 27   | RBS-15 Mk 3  | ESSM           |          |